# Irina Loghin
Irina Loghin (n. 19 februarie 1939, Gura Vitioarei, România) este o interpretă de muzică populară românească, supranumită „regina muzicii populare”. Tatăl ei era basarabean, iar mama prahoveancă. A fost, pe rând, solistă a ansamblurilor „Ciocârlia”, „Barbu Lăutaru” și „Ciprian Porumbescu”. A cântat o lungă perioadă de timp și în străinătate.
În octombrie 1998 s-a înscris în Partidul România Mare (PRM). În legislatura 2000-2004 a fost deputat ales pe listele PRM iar în legislatura 2004-2008 a fost senator român, ales în județul Giurgiu, pe listele partidului PRM, calitate în care a încercat să ajute artiștii români și bătrânii, dar nu a mai dorit să candideze pentru un al doilea mandat de senator din cauza eșecurilor în acest plan. În legislatura 2004-2008, Irina Loghin a inițiat 74 de propuneri legislative, din care 2 au fost promulgate legi. În legislatura 2000-2004, Irina Loghin a fost membru în grupurile parlamentare de prietenie cu Republica Federativă a Braziliei și Regatul Suediei iar în legislatura 2004-2008, a fost membru în grupurile parlamentare de prietenie cu Republica Estonia, Muntenegru și Republica Letonia.
Irina Loghin a fost căsătorită cu fostul campion la lupte greco-romane Ion Cernea și este mamă a doi copii, Ciprian și Irinuca.

## Discografie

### Discuri vinil editate de Electrecord (1965 - 1995)
- 1965 - „Măi bădiță de pe grui”
- 1966 - „Foicică din ponoare”
- 1967 - „Merișorii”
- 1967 - „Bădiță, de dorul tău”
- 1968 - „M-au cerut, la maica, doi"
- 1970 - „Pe drumul căruțelor”, cu Benone Sinulescu
- 1972 - „Întoarce-te bade-n sat”
- 1973 - „Cine n-are dor pe lume”
- 1974 - „Rămâi, mândruțo, cu bine”, cu Benone Sinulescu
- 1974 - „Cei trei brazi de la Sinaia”
- 1974 - „Cerui sfatul florilor”
- 1975 - „Spune, măiculiță, spune”
- 1977 - „Miorița”
- 1978 - „Pe munții de piatră”, cu Benone Sinulescu
- 1982 - „Mugurel de primăvară”
- 1990 - „Să cânt, cu drag, omului”
- 1992 - „Deschide, gropare, mormântul”
- 1994 - „Știi, omule, ce e viața?”

## Filmografie
- 1978 - Rătăcire
- 1982 - Amurgul fântânilor (Nu a rulat din cauza unei interdicții)

## Premii și distincții

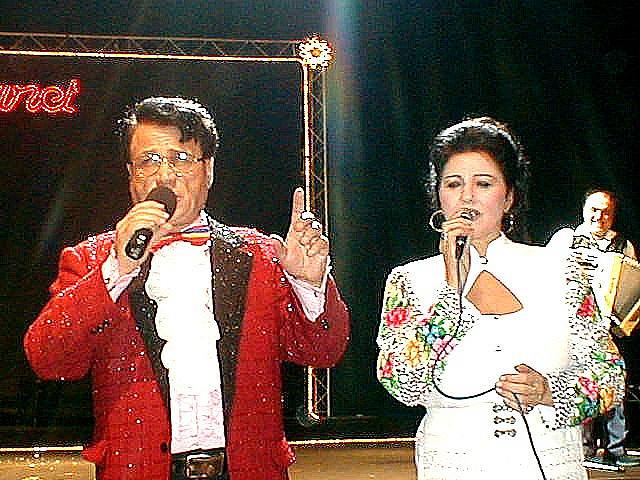
În duet cu Ion Dolănescu

- Ordinul „Meritul Cultural” clasa a IV-a (19 decembrie 1967) „cu prilejul împlinirii a 20 de ani de la înființarea ansamblului de cîntece și dansuri «Ciocîrlia» al Ministerului Afacerilor Interne, [...] pentru merite deosebite și îndelungată activitate artistică”[16]
- Crucea națională Serviciul Credincios clasa a III-a (29 noiembrie 2002) „pentru crearea și transmiterea cu talent și dăruire a unor opere literare semnificative pentru civilizația românească și universală”[17]
- Ordinul „Meritul Cultural” în grad de Mare Ofițer, Categoria D - „Arta Spectacolului” (7 februarie 2004) „în semn de apreciere a întregii activități și pentru dăruirea și talentul interpretativ pus în slujba artei scenice și a spectacolului”[18]
- Ordinul de Onoare (mai 2014)[19]